# Matthew Rosseinsky
Matthew Jonathan Rosseinsky FRS é professor de química inorgânica na Universidade de Liverpool.
Foi laureado com a Medalha Hughes de 2011, "por suas descobertas influenciadoras na química sintética de materiais eletrônicos em estado sólido e novas estruturas microporosas."